# Wan (peuple)
Pour les articles homonymes, voir Wan.
Les Wan sont une population mandingue d'Afrique de l'Ouest établi au centre de la Côte d'Ivoire.

## Ethnonymie
Selon les sources et le contexte, on observe plusieurs variantes : Ngwano, Nua, Nwa, Ouan, Wans.

## Langue
Leur langue est le wan, une langue mandée dont le nombre de locuteurs était estimé à 22 000 en 1993. depuis les années 2000, ce peuple a un fort taux de croissance ;il passe de plus de 59000 hbts  (2000 à 2018).